# Juan Valera Espín
Juan Valera Espín (ur. 21 grudnia 1984 w Murcji) – hiszpański piłkarz grający na pozycji pomocnika. Piłkarz klubu Getafe CF.
Wcześniej grał w Atlético Madryt, dokąd przybył z Realu Murcia w 2005 roku.

## Statystyki klubowe
| Sezon   | Klub             | Kraj      | Liga             | Mecze | Bramki | Puchar Kraju | Mecze | Bramki | Rozgrywki Europy                    | Mecze | Bramki |
| ------- | ---------------- | --------- | ---------------- | ----- | ------ | ------------ | ----- | ------ | ----------------------------------- | ----- | ------ |
| 2002/03 | Real Murcia      | Hiszpania | Segunda División | 3     | 0      | -            | -     | -      | -                                   | -     | -      |
| 2003/04 | Real Murcia      | Hiszpania | Primera División | 10    | 1      | -            | -     | -      | -                                   | -     | -      |
| 2004/05 | Real Murcia      | Hiszpania | Segunda División | 35    | 3      | -            | -     | -      | -                                   | -     | -      |
| 2005/06 | Atlético Madryt  | Hiszpania | Primera División | 17    | 2      | -            | -     | -      | -                                   | -     | -      |
| 2006/07 | Atlético Madryt  | Hiszpania | Primera División | 9     | 0      | Puchar Króla | 1     | 0      | -                                   | -     | -      |
| 2007/08 | Atlético Madryt  | Hiszpania | Primera División | 8     | 0      | -            | -     | -      | -                                   | -     | -      |
| 2008/09 | Racing Santander | Hiszpania | Primera División | 25    | 2      | -            | -     | -      | Puchar UEFA                         | 4     | 1      |
| 2009/10 | Atlético Madryt  | Hiszpania | Primera División | 23    | 0      | Puchar Króla | 4     | 0      | Liga Mistrzów UEFA Liga Europy UEFA | 1 3   | 0 0    |
| 2010/11 | Atlético Madryt  | Hiszpania | Primera División | 15    | 1      | Puchar Króla | 1     | 0      | Liga Europy UEFA                    | 3     | 0      |
| 2011/12 | Getafe CF        | Hiszpania | Primera División | 30    | 1      | Puchar Króla | 2     | 0      | -                                   | -     | -      |
| 2012/13 | Getafe CF        | Hiszpania | Primera División | 30    | 2      | Puchar Króla | 2     | 0      | -                                   | -     | -      |
| 2013/14 | Getafe CF        | Hiszpania | Primera División | 22    | 0      | Puchar Króla | 3     | 0      | -                                   | -     | -      |
| 2014/15 | Getafe CF        | Hiszpania | Primera División | 12    | 0      | Puchar Króla | 1     | 0      | -                                   | -     | -      |

Stan na: 10 stycznia 2014 r.